# Pesčanokopskoe
Pesčanokopskoe (in russo Песчанокопское?) è un villaggio della Russia europea meridionale nell'oblast' di Rostov; è il centro amministrativo del distretto Pesčanokopskij.
Si trova nella parte sud-orientale della regione, 156 km a sud-est di Rostov sul Don.